# 天鵝座SS

天鹅座SS的爆發與安靜狀態。

天鵝座SS是北天星座天鹅座中的一顆變星。它是路易莎·威爾斯在1896年發現的，她是哈佛大學天文台愛德華·皮克林指導下工作的一位計算員。它是矮新星子類的原型，只顯示正常的爆發。  它通常每7或8周從12星等上升到8星等，持續1-2天。天鹅座SS偏北的赤緯（約44°N），使得它在歐洲和北美的緯度幾乎都是拱極星，因此世界上很大一部分的業餘天文學家都能够監測它的行為。此外，由於這顆恆星位於銀河系波段豐富的背景下，在望遠鏡視野中的天鹅座SS周圍包含了大量有用的，可以比較亮度的恆星。
天鵝座SS，像其它的激變變星一樣，由一組緊密的聯星系統組成。其中一顆是比太陽冷的紅矮星，另一顆是白矮星。研究表明，天鹅座SS系統中的恆星（從表面到表面）相距「僅」10萬英里或更靠近。這兩顆恆星的距離如此之近，以至於它們在略高於6+1⁄2小時內完成軌道公轉。經計算，該系統的傾角為45-56度，主星白矮星的質量為0.81太陽質量（M☉），伴星紅矮星的質量為0.55M☉。
從天文學上講，天鹅座SS也相當接近地球。最初被認為在90到100光年之間；1952年，它的距離被修正為約400光年。在2007年，哈伯太空望遠鏡的資料表示距離約為540光年，然而這個值給矮新星理論帶來了困難；在2010-2012年期間，使用電波天體測量和VLBI對其進行了檢查，得出114正負2秒差距（371.8正負6.5光年）的較小距離。這個值更符合舊的值（≈400光年），它完全消除了更大的HST距離對矮新星理論造成的困難。

## 外部連結
- AAVSO Variable Star of the Month. SS Cygni: June 2000 （页面存档备份，存于）